# Margaret Wycherly
Margaret Wycherly, född 26 oktober 1881 i London, England, död 6 juni 1956 i New York, var en brittisk skådespelare. Wycherly var främst verksam som scenskådespelare. Hon medverkade i flera Broadway-uppsättningar mellan 1905 och 1947. Hon gjorde även ett trettiotal filmroller, de kändaste som mor till huvudrollsinnehavarna i Sergeant York (1941), och Glödhett (1949). Vid Oscarsgalan 1942 nominerades hon till en Oscar i kategorin Bästa kvinnliga biroll för rollen i Sergeant York. Hon var gift med manusförfattaren och producenten Bayard Veiller.

## Filmografi
- 1941 – Sergeant York
- 1942 – Slumpens skördar
- 1942 – Den heliga lågan
- 1942 – Okänt område
- 1943 – Skräckdagar i Prag
- 1949 – Glödhett
- 1951 – Mannen med kappan
- 1953 – En kvinnas brott